# Консейсан-дуз-Орус
Консейсан-дуз-Орус (порт. Conceição dos Ouros) — муниципалитет в Бразилии, входит в штат Минас-Жерайс. Составная часть мезорегиона Юг и юго-запад штата Минас-Жерайс. Входит в экономико-статистический микрорегион Санта-Рита-ду-Сапукаи. Население составляет 9841 человек на 2006 год. Занимает площадь 182,673 км². Плотность населения — 53,9 чел./км².

## История
Город основан 6 августа 1948 года. 

## Статистика
- Валовой внутренний продукт на 2003 год составляет 62 101 596,00 реалов (данные: Бразильский институт географии и статистики).
- Валовой внутренний продукт на душу населения на 2003 год составляет 6590,43 реалов (данные: Бразильский институт географии и статистики).
- Индекс развития человеческого потенциала на 2000 год составляет 0,757 (данные: Программа развития ООН).